# 吉文元
吉 文元（きつ ぶんげん、Ji Wenyuan、1825年頃 - 1854年）は、太平天国の指導者の一人。
広西省潯州府平南県出身。いとこに吉慶元がいる。太平天国軍が漢陽・武昌・南京を攻撃した時に戦功をあげ、春官副丞相に任命される。1853年、林鳳祥・李開芳とともに北伐軍の指揮を命ぜられる。戦いのたびに功績をあげ、平胡侯に封ぜられる。1854年、太平天国軍が敗退して阜城を撤退する際に奮戦したが、矢を受けて落馬して戦死した。